# Bloedtangare
De bloedtangare (Piranga bidentata) is een zangvogel uit de familie Cardinalidae (kardinaalachtigen).

## Verspreiding en leefgebied
Deze soort telt 4 ondersoorten:
- P. b. bidentata: de zuidwestelijke Verenigde Staten, noordwestelijk en centraal Mexico.
- P. b. flammea: westelijk Mexico.
- P. b. sanguinolenta: van oostelijk Mexico tot El Salvador.
- P. b. citrea: Costa Rica en Panama.